# Park Leśny w Sosnowcu
Park Leśny - tereny zielony pokryty zadrzewieniem uznany za park gminny, położony na terenach przy ulicach: Benedykta Dybowskiego, Szybowej i Kopalnianej w dzielnicy Niwka miasta Sosnowiec. W skład parku weszły obszary o powierzchni 3,87 ha obejmujące działkę nr 1369 oraz część działek 1191 i 1192, obręb geodezyjny 0012 Sosnowiec.
Na obszarze parku w 2019 roku z inicjatywy Budżetu Obywatelskiego powstał publiczny Jump Park złożony z 9 trampolin. W tym samym roku na terenie parku z inicjatywy organizacji Przyroda dla Sosnowca w ramach Budżetu Obywatelskiego powstała ścieżka przyrodniczo-edukacyjna składająca się z filarów wiedzy, tablic informacyjnych (dotyczące budek lęgowych, zanieczyszczeń środowiska, wypalania nieużytków oraz dzięciołów), karmnik dla ptaków, a także domków dla owadów i ptaków (11 budek lęgowych) oraz małych gryzoni (wiewiórek, popielic i orzesznic).

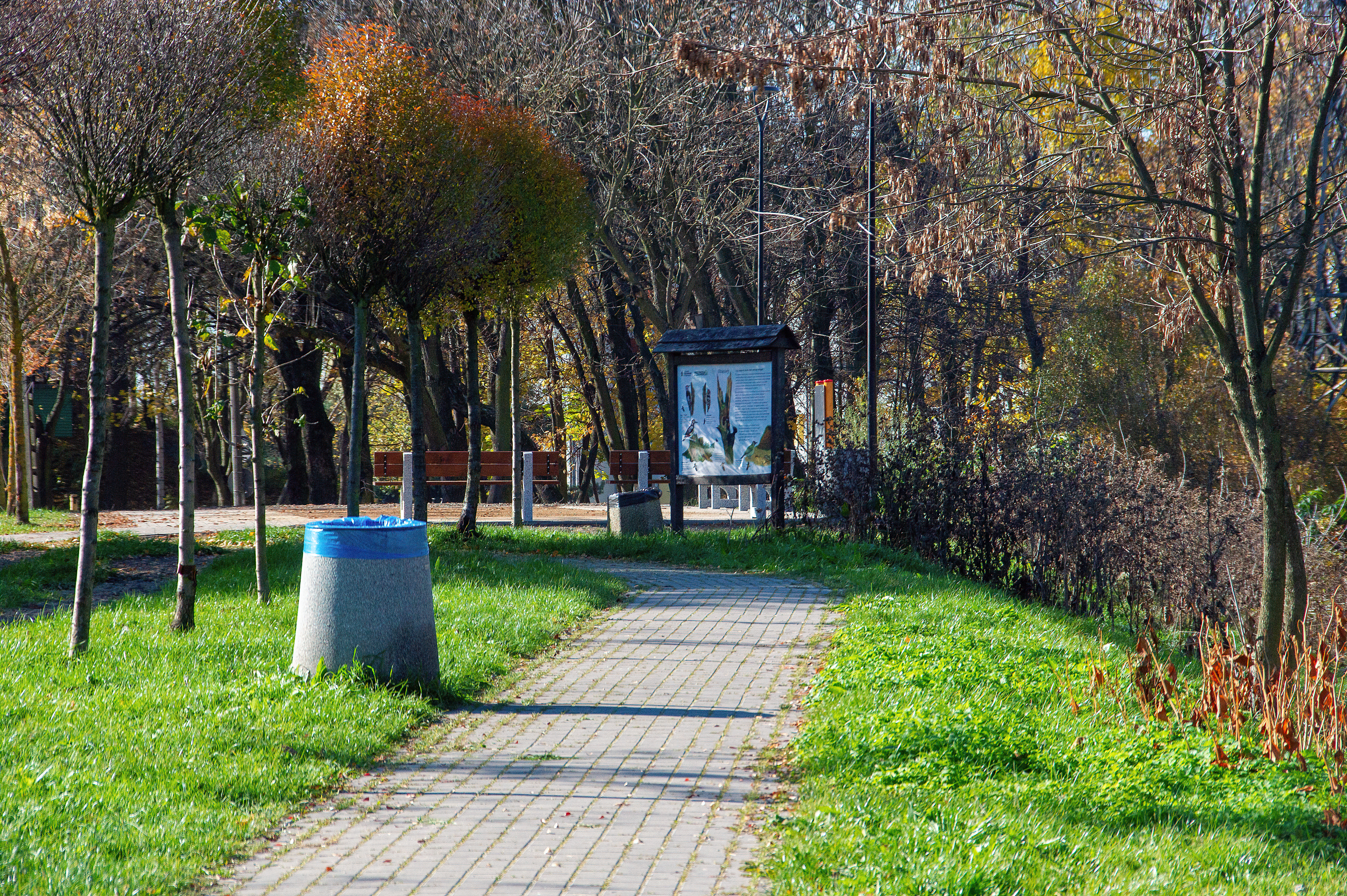